# Pyrenochaeta unguis-hominis
Pyrenochaeta unguis-hominis är en svampart som beskrevs av Punith. & M.P. English 1975. Pyrenochaeta unguis-hominis ingår i släktet Pyrenochaeta, ordningen Pleosporales, klassen Dothideomycetes, divisionen sporsäcksvampar och riket svampar.   Inga underarter finns listade i Catalogue of Life.